# Gare de Chiba
La gare de Chiba (千葉駅, Chiba-eki) est une gare ferroviaire de la ville de Chiba au Japon. Elle est desservie par les lignes de la compagnie JR East, ainsi que par le monorail de Chiba.

## Situation ferroviaire
La gare de Chiba est située au point kilométrique (PK) 39,2 de la ligne Sōbu. Elle marque le début de la ligne Sotobō.

## Historique
La gare de Chiba a été inaugurée le 20 juillet 1894.

## Service des voyageurs

### Accueil
La gare dispose d'un bâtiment voyageurs, avec guichets, ouvert tous les jours.

### Desserte
- JR East
  - Voies 1-2 : Ligne Chūō-Sōbu pour Nishi-Funabashi, Kinshichō, Akihabara et Shinjuku
  - Voies 3 à 10 : Ligne rapide Sōbu pour Funabashi, Kinshichō, Tokyo et Yokohama
  - Voies 3-4 : Ligne Uchibō pour Soga, Kisarazu, Kimitsu et Tateyama
  - Voies 5-6 : Ligne Sotobō pour Soga, Ōami, Kazusa-Ichinomiya, Katsuura et Tōgane
  - Voies 7-8 : Ligne Sōbu pour Yotsukaidō, Sakura, Yachimata, Narutō, Yōkaichiba et Chōshi
  - Voies 9-10 : Ligne Narita pour Yotsukaidō, Sakura, Narita, Aéroport de Narita, Sawara et Kashima-Jingū

- Monorail de Chiba
  - Voie 1 : Ligne 1 pour Yoshikawa-kōen et Kenchō-mae
  - Voie 2 : Ligne 2 pour Sports Center, Dōbutsukōen et Chishirodai
  - Voie 3 : Ligne 2 pour Shiyakusho-mae et Chiba-Minato
  - Voie 4 : Ligne 1 pour Shiyakusho-mae et Chiba-Minato

### Intermodalité
La gare de Keisei Chiba de la compagnie privée Keisei est située à proximité immédiate de la gare de Chiba.